# Dypsis lutescens
Dypsis lutescens là loài thực vật có hoa thuộc họ Arecaceae. Loài này được (H.Wendl.) Beentje & J.Dransf. mô tả khoa học đầu tiên năm 1995.

## Hình ảnh

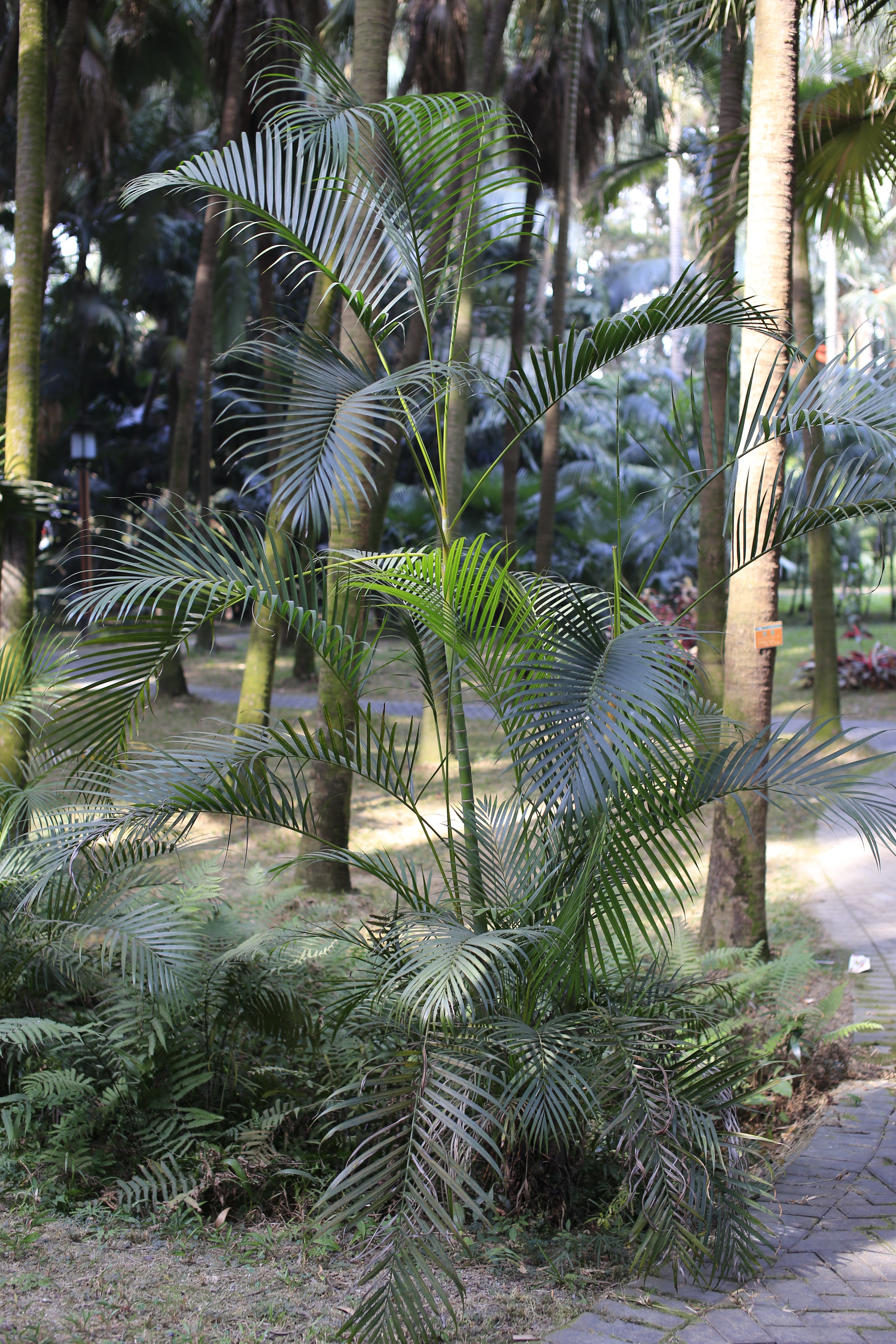
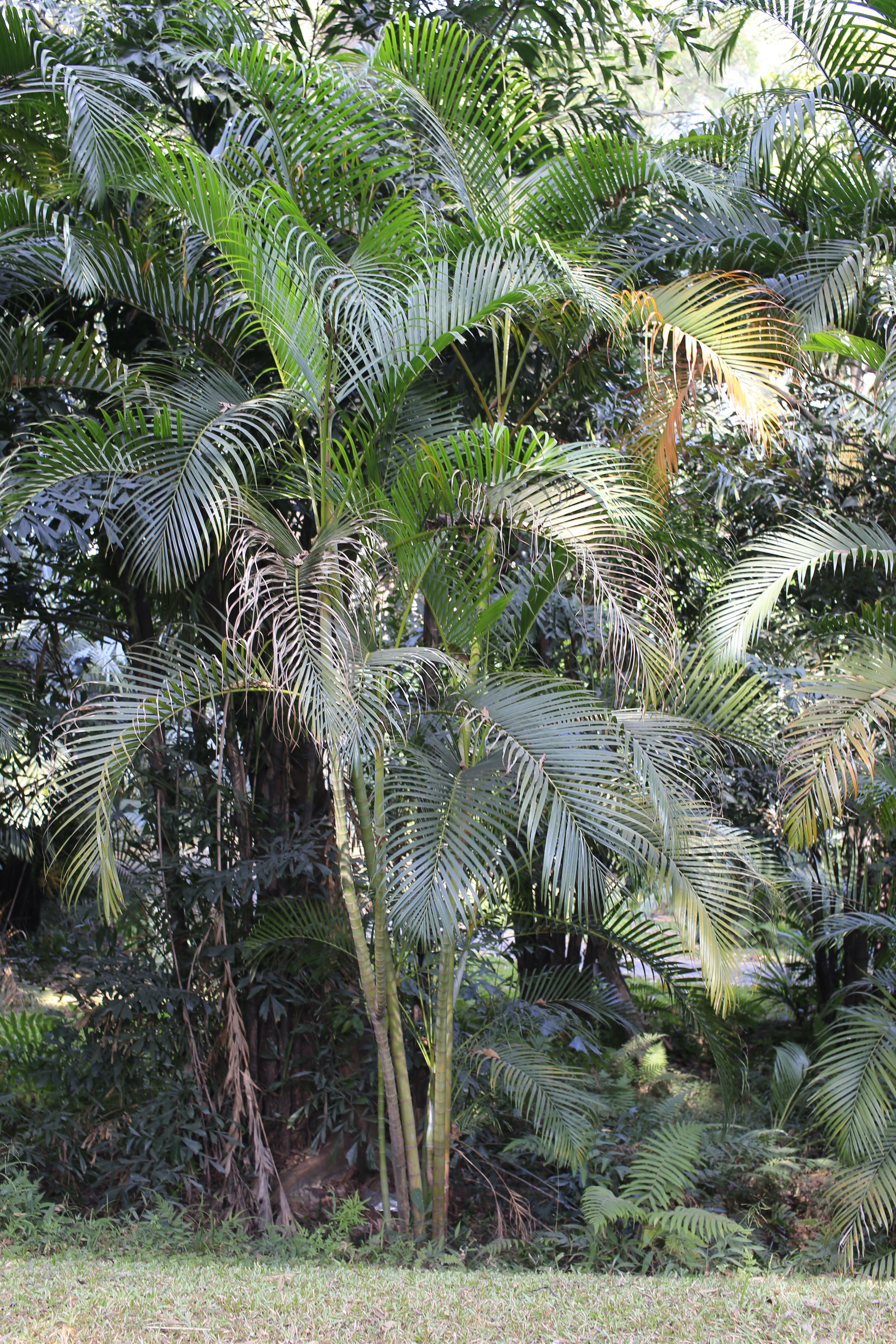
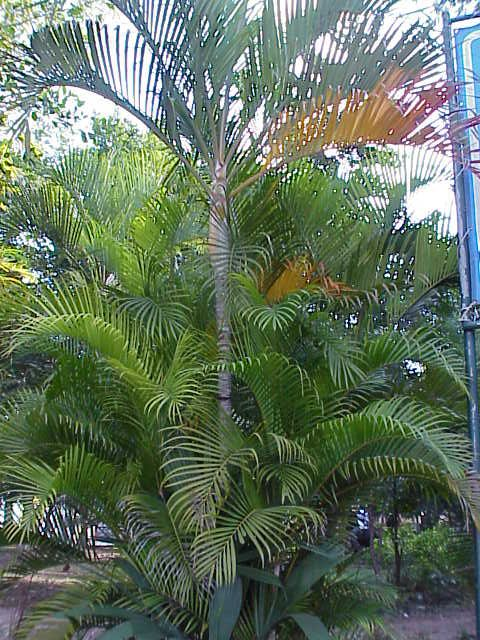
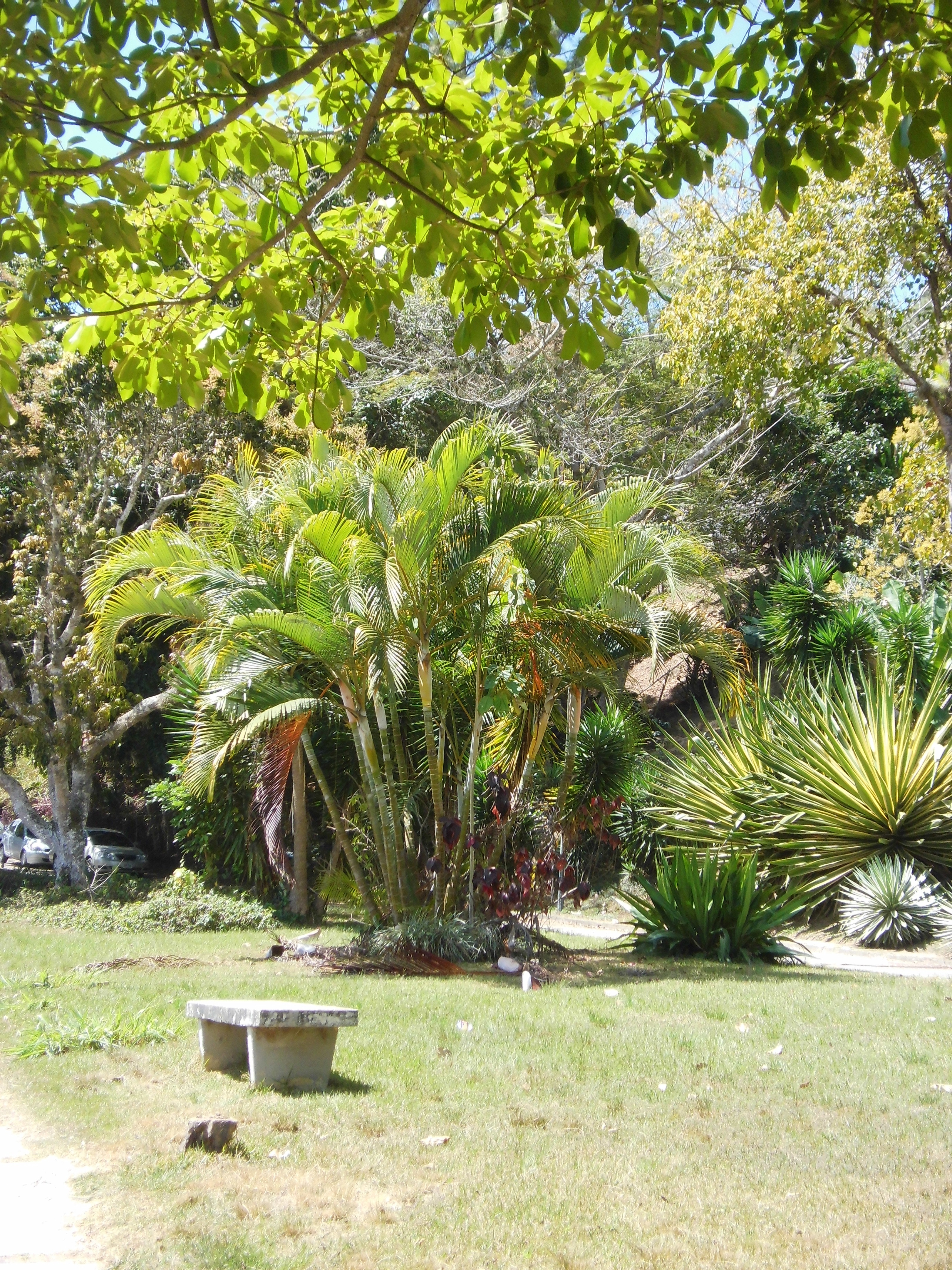